# Operazione Atilla

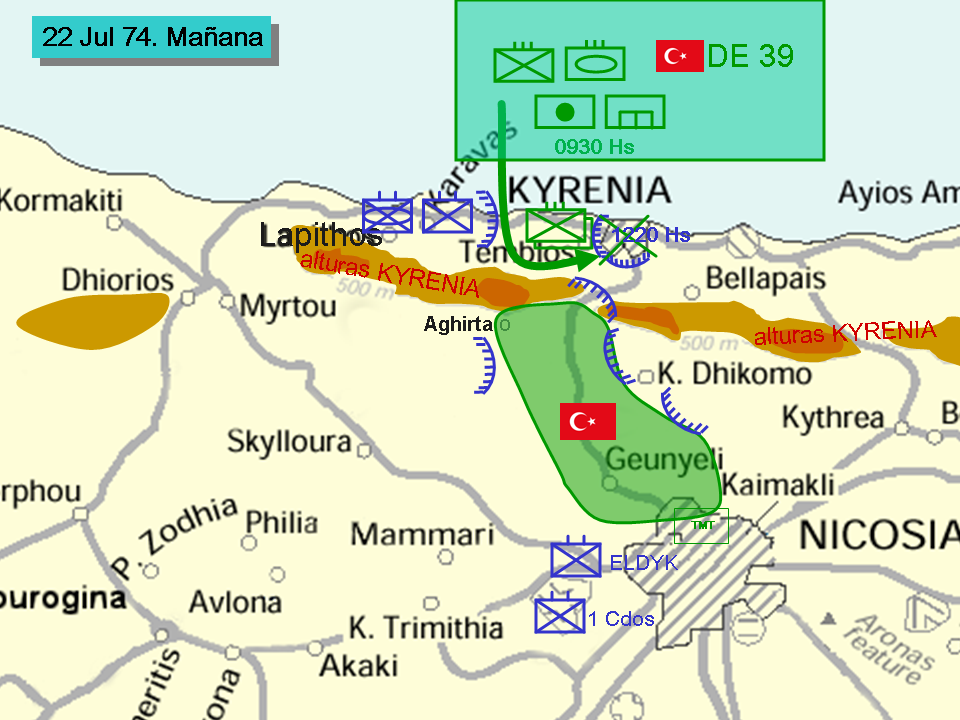
Mattina del 22 luglio 1974

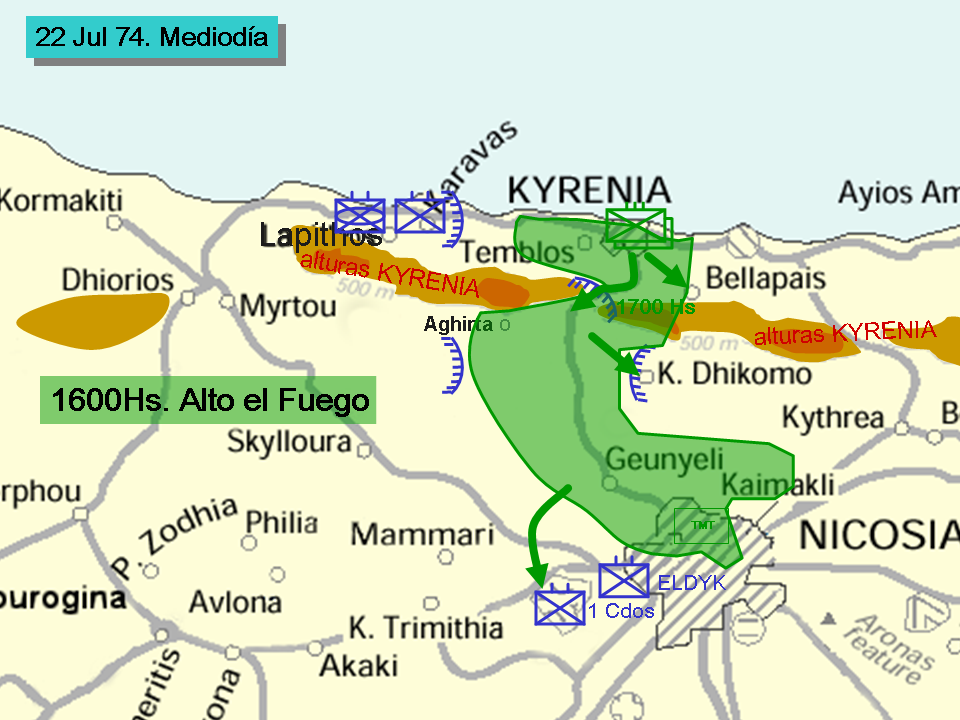
Mezzogiorno del 22 luglio 1974

L'operazione Atilla si riferisce a due operazioni militari portate a termine dalle forze armate turche durante il loro intervento armato a Cipro.
Atilla I costituì la prima parte dell'operazione. L'invasione di Cipro ebbe luogo alle prime ore del 20 luglio 1974, in risposta al golpe portato a segno dalle autorità militari e di guerriglia greco-cipriote favorevoli all'Enōsis che avevano portato al violento rovesciamento del legittimo Presidente di Cipro, l'arcivescovo greco-ortodosso Makarios.  Tre giorni più tardi il colpo di Stato filo-greco fallì e fu restaurato il governo cipriota scaturito dalle elezioni.
Atilla II fu il nome in codice della seconda parte dell'invasione turca di Cipro, avvenuta il 14 agosto 1974, meno di un mese dopo la prima operazione militare e la restaurazione del legittimo governo cipriota.